# Колубарский округ
Колубарский округ (серб. Колубарски управни округ) — округ в западной части Сербии, относится к статистическому региону Шумадия и Западная Сербия.

## Административное деление
Территория округа поделена на 6 общин:
- Валево
- Осечина
- Уб
- Лайковац
- Мионица
- Льиг

## Население
Этнический состав населения округа отличается однородностью: здесь проживает 166 325 сербов (95 %) и 4045 цыган (2 %) (2011).
| Этносы     | Численность |
| ---------- | ----------- |
| сербы      | 166 325     |
| цыгане     | 4045        |
| черногорцы | 215         |
| югословены | 161         |
| македонцы  | 133         |
| хорваты    | 120         |

### Населённые пункты
| Населённые пункты с количеством жителей свыше 5 тысяч человек по состоянию на 2009 | Населённые пункты с количеством жителей свыше 5 тысяч человек по состоянию на 2009 |
| ---------------------------------------------------------------------------------- | ---------------------------------------------------------------------------------- |
| Вальево                                                                            | 62 754                                                                             |
| Уб                                                                                 | 5952                                                                               |